# Chuck Chiasson
Chuck Chiasson est un homme politique canadien.
Il est ministre des Transports et de l'Infrastructure dans le gouvernement libéral de Susan Holt au Nouveau-Brunswick et il représente la circonscription de Grand Sault-Vallée-des-Rivières-Saint-Quentin à l'Assemblée législative.

## Biographie

### Famille, jeunesse et formation
Chuck Chiasson est né à Grand-Sault, au Nouveau-Brunswick, en 1958. Il est Acadien.
Il étudie la gestion du marketing au Husson College, dans l’État du Maine, aux États-Unis.

### Carrière professionnelle
Jusqu'en 2014, il est représentant de commerce.

### Parcours politique
Chuck Chiasson est élu à l'Assemblée législative du Nouveau-Brunswick lors des élections provinciales de 2014 et réélu aux trois élections suivantes. Il représente la circonscription de Victoria-La Vallée, puis de Grand Sault-Vallée-des-Rivières-Saint-Quentin. Il est membre du Parti libéral du Nouveau-Brunswick.